# 20th New York Infantry
Le 20th New York Volunteer Infantry Regiment, les « fusiliers de Turner » est un régiment d'infanterie de l'armée de l'Union pendant la guerre de Sécession.

## Service
Le 20th New York Volunteer Infantry, aussi connu comme le « Turner Rifles », est recruté principalement dans la ville de New York, bien que plusieurs compagnies du régiment soient formées dans l'État de New York ou du New Jersey. La grande majorité des recrues proviennent de divers clubs de sport (Turners) germano-américains, avec le plus grand nombre en provenance du quartier Kleindeutschland de la ville de New York. Le régiment entre dans le service fédéral pour une durée de deux ans, le 6 mai 1861. Après l'entraînement dans le parc de la baie des tortues de Manhattan, l'unité quitte New York pour la forteresse Monroe, en Virginie le 14 juin 1861. Ils partent sous les fanfares, y compris un défilé à partir de Kleindeutschland jusqu'à leur navire de transport et la présentation du drapeau Américain et du drapeau Noir-Rouge-Or des révolutionnaires démocrates d'Allemagne, ainsi qu'un étendard avec la devise Bahn Frei (« Dégager le chemin »). À la grande consternation des hommes enrôlés, qui sont bien ancrés dans la tradition allemande de l'adresse au tir, le régiment est équipé avec des fusils à canon lisse, mais ils ne seront remplacés par des fusils qu'en 1862.
Les Turners sont également connus comme de bons artistes. Pour la célébration du 4 juillet, en 1861, le régiment réalise plusieurs concerts bien appréciés, avec de l'éclairage improvisé et 50 barils de bière. Les Turners sont également connus pour réaliser des performances de gymnastique, et leur chant choral est populaire, même parmi les soldats Yankee.
Pendant son séjour à la forteresse Monroe, le général Benjamin Butler commande une opération conjointe de l'armée et de la marine pour capturer les forts confédérés de Hatteras et de Clark. À la suite de la bataille des Hatteras Inlet Batteries, une force mixte amphibie dirigée par le commandant du 20th New York Infantry, le colonel Max Weber, accepte la reddition des deux forts. Le débarquement est bâclé, dans lequel la haute mer empêche la majorité de la force d'invasion de débarquer et laisse seulement 318 hommes échoués sur le rivage avec des provisions inadaptées. Le bombardement naval de l'Union qui le suit, force néanmoins les garnisons confédérées à se rendre. La partie du 20th New York Infantry qui prend part à l'invasion reste dans le voisinage des forts Hatteras et Clark pendant plusieurs semaines, jusqu'à ce que les rapports parviennent au major général John Ellis Wool selon lesquels les soldats du régiment ont commis « des déprédations et divers outrages » sur les habitants. D'autres sources suggèrent que le colonel du 9th New York incrimine les hommes de la 20th New York pour le pillage de façon à protéger la réputation de son propre régiment, qui y a également participé.
Le 9 juin 1862, le 20th New York est transféré dans le VI corps de l'armée du Potomac lors de la préparation de la campagne de la Péninsule. Le régiment n'est pas engagé dans des batailles jusqu'à la bataille de White Oak Swamp, au cours duquel un bombardement de l'artillerie confédérée surprend le 20th New York dans son campement. Un nombre important de soldats et officiers sont mis en déroute, y compris le nouveau commandant du régiment le colonel Francis Weiss. Un témoin oculaire et futur récipiendaire de la médaille d'Honneur du 7th Maine Infantry se rappelle, les soldats du 20th New York « portaient des chapeau hauts, de forme conique, noirs, et quand ils ont rompu et couru, la plaine était parsemée de point, avec leurs chapeaux et besaces. C'est une tradition dans notre régiment selon laquelle qu'ils courent toujours, et que leur colonel, qui, quelques jours avant, parlait à propos du sang qu'il allait verser, et qui a certainement mené la fuite déchaînée sur plusieurs longueurs, n'a pu être arrêté, car on n'en a jamais entendu parler par la suite ». D'autres officiers au niveau de la brigade et de la division, néanmoins, font savoir que le régiment, bien que surpris et désorganisé, s'est regroupé à l'abri dans la forêt à proximité pour attendre la fin du bombardement. Dans les jours suivants la débâcle de White Oak Swamp, neuf officiers sont contraints de démissionner de leurs commissions, et le colonel Ernst von Vegesack est nommé commandant de l'unité. Weiss était populaire auprès de ses hommes, qu'il considérait comme « socialiste ».

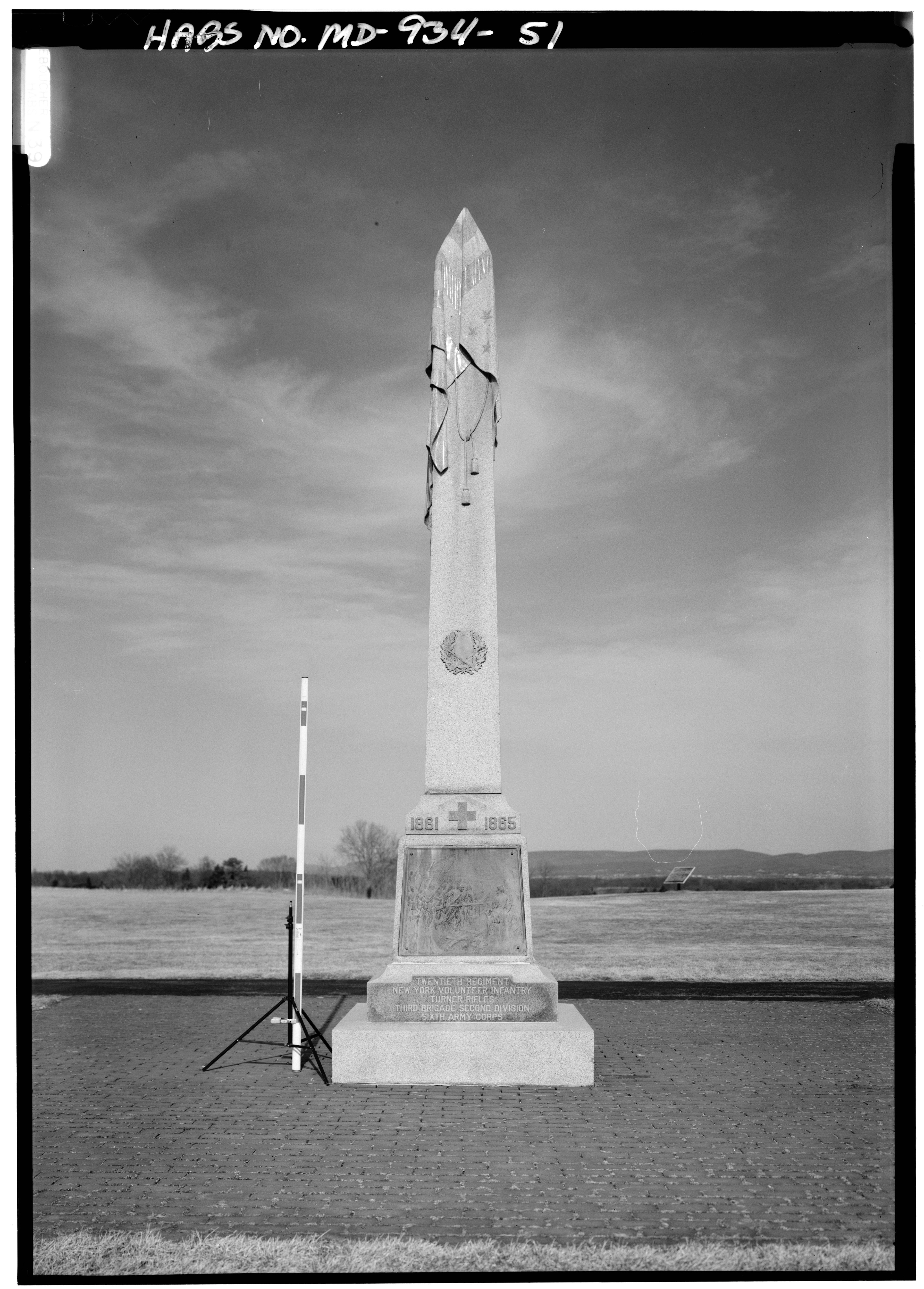
Monument en mémoire du 20th à Antietam

Le 20th New York n'est pas engagé dans un combat majeur de nouveau jusqu'à la bataille d'Antietam, le 17 septembre 1862. Le régiment subit de lourdes pertes, mais sa performances au cours de la bataille vaut à l'unité des louanges de la part de ses officiers supérieurs. Leur action pour contenir la contre-attaque confédérée finale près de Dunker Chruch gagne même les éloges de l'observateur, qui avait critiqué leur fuite à White Oak Swamp. Après la fin de la guerre, les anciens combattants du 20th à New York inaugureront deux monuments pour commémorer les actions de l'unité à Antietam.

## Mutinerie
Comme le 20th New York arrive à la fin de ses deux années de service, la question se pose de savoir si les deux années ont commencé à partir du moment où ils sont entrés en service à New York ou au service des États-Unis. Le 29 avril 1863, le régiment est engagé dans des manœuvres qui conduisent à la bataille de Chancellorsville. Au moment où ils reçoivent l'ordre de traverser la rivière Rappahannock, environ deux cents hommes refusent de le faire. Les mutins sont rapidement jugés et condamnés pour mutinerie face à l'ennemi, et condamnés à des travaux forcés. Les efforts de lobbying par les élites du Kleindeutschland et le soutien du grand prévôt de l'armée du Potomac Marsena R. Patrick aboutissent à ce que leur peine soit commuée en démobilisation indigne, bien que ces démobilisations soient transformées en démobilisation honorable par une déclaration du ministère de la guerre et une loi votée par le Congrès en 1905.
Le reste du régiment, traverse le Rappahannock et participe à la bataille de Salem Chruch, dans laquelle l'unité subit plus de pertes qu'à toute autre bataille. Les survivants du régiment retournent à New York et sont démobilisés le 1er juin 1863.

## Pertes
Au cours de son service, 61 officiers et hommes sont tués ou mortellement blessés au combat. De plus, 58 officiers et soldats sont morts de maladie.